# Camponotus dedalus
Camponotus dedalus — вид мурашок підродини Formicinae.

## Поширення
Вид поширений в Індонезії.